# Sport i Tyskland

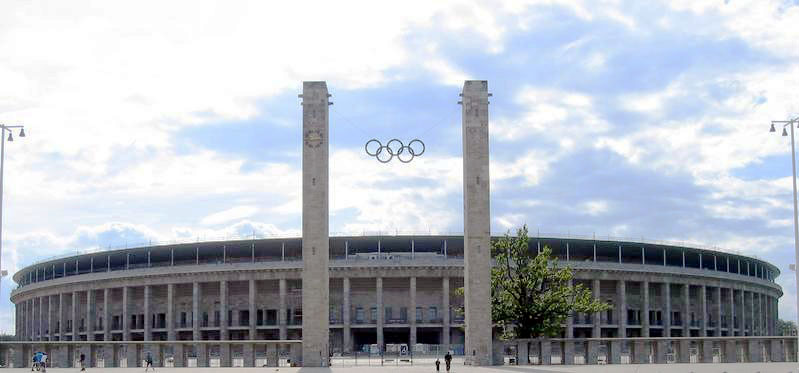
Berlins Olympiastadion

Sport i Tyskland har bland annat förknippats med västtyska/tyska fotbollsframgångar på både herr- och damsidan, samt östtyska friidrotts- och simning. Även handbollen och skidskyttet har haft stora framgångar, liksom Formel 1.
Olympiska sommarspelen 1936 avgjordes i Berlin, medan vinterspelen samma år avgjordes i Garmisch-Partenkirchen. Olympiska sommarspelen 1972 avgjordes i München. VM i fotboll 1974 avgjordes i Västtyskland, VM i fotboll 2006 avgjordes i Tyskland. I många år under 1900-talet präglades idrottslivet av uppdelningen i Västtyskland och Östtyskland.

### Fotnoter
1. ↑  ”World Cup 1974 finals” (på engelska). RSSSF. 10 mars 1974. http://www.rsssf.com/tables/74full.html. Läst 29 juli 2014.
2. ↑  ”World Cup 2006 - Match Details” (på engelska). RSSSF. 10 mars 2006. http://www.rsssf.com/tables/2006full.html. Läst 29 juli 2014.